# Olympische Sommerspiele 1988/Teilnehmer (Japan)
| Gelbes Symbol für Goldmedaillen mit stilisierten Olympischen Ringen | Graues Symbol für Silbermedaillen mit stilisierten Olympischen Ringen | Braundes Symbol für Bronzemedaillen mit stilisierten Olympischen Ringen |
| ------------------------------------------------------------------- | --------------------------------------------------------------------- | ----------------------------------------------------------------------- |
| 4                                                                   | 3                                                                     | 7                                                                       |

Japan nahm an den Olympischen Sommerspielen 1988 in Seoul mit einer Delegation von 255 Athleten (186 Männer und 69 Frauen) an 166 Wettkämpfen in 23 Sportarten teil. Fahnenträgerin bei der Eröffnungsfeier war die Synchronschwimmerin Mikako Kotani.

## Teilnehmer nach Sportarten

### Bogenschießen
| Männer - Terushi Furuhashi Einzel: 40. Platz Mannschaft: 6. Platz - Takayoshi Matsushita Einzel: 14. Platz Mannschaft: 6. Platz - Hiroshi Yamamoto Einzel: 8. Platz Mannschaft: 6. Platz | Frauen - Kyoko Kitahara Einzel: 53. Platz Mannschaft: 15. Platz - Keiko Nakagomi Einzel: 52. Platz Mannschaft: 15. Platz - Toyoko Oku Einzel: 31. Platz Mannschaft: 15. Platz |

### Boxen
Männer
- Satoru Higashi
Leichtgewicht: 2. Runde

- Mamoru Kuroiwa
Halbfliegengewicht: 1. Runde

- Katsuyuki Matsushima
Bantamgewicht: Viertelfinale

- Kunihiro Miura
Halbweltergewicht: 1. Runde

- Setsuo Segawa
Fliegengewicht: 2. Runde

- Yoshiaki Takahashi
Weltergewicht: 1. Runde

- Wataru Yamada
Federgewicht: 2. Runde

### Fechten
| Männer - Matsuo Azuma Florett, Mannschaft: 13. Platz - Harunobu Deno Florett, Mannschaft: 13. Platz - Koji Emura Florett, Einzel: 17. Platz Florett, Mannschaft: 13. Platz - Yoshihiko Kanatsu Florett, Einzel: 46. Platz Florett, Mannschaft: 13. Platz - Kenichi Umezawa Florett, Einzel: 46. Platz Florett, Mannschaft: 13. Platz | Frauen - Nona Kiritani Florett, Mannschaft: 12. Platz - Keiko Mine Florett, Mannschaft: 12. Platz - Mieko Miyahara Florett, Einzel: 39. Platz Florett, Mannschaft: 12. Platz - Akemi Morikawa Florett, Einzel: 38. Platz Florett, Mannschaft: 12. Platz - Tomoko Oka Florett, Einzel: 20. Platz Florett, Mannschaft: 12. Platz |

### Gewichtheben
Männer
- Toru Hara
Bantamgewicht: 14. Platz

- Takashi Ichiba
Bantamgewicht: 5. Platz

- Ryōji Isaoka
Leichtschwergewicht: 6. Platz

- Kazushito Manabe
Fliegengewicht: 8. Platz

- Yosuke Muraki-Iwata
Federgewicht: 5. Platz

- Yoshinori Namiki
Fliegengewicht: 17. Platz

- Kazushige Oguri
Federgewicht: 7. Platz

- Yasushige Sasaki
Leichtgewicht: DNF

- Choji Taira
Leichtgewicht: 9. Platz

- Nobutaka Tomatsu
I. Schwergewicht: 11. Platz

### Handball
Männer
- 11. Platz

- Kader
Izumi Fujii
Yukihiro Hashimoto
Hidetada Ito
Kazuhiro Miyashita
Yoshihiro Nikawadori
Kiyoshi Nishiyama
Shinji Okuda
Shinichi Shudo
Koji Tachiki
Takashi Taguchi
Seiichi Takamura
Kenji Tamamura
Kodo Yamamoto
Toshiyuki Yamamura
Hiroshi Yanai

### Judo
Männer
- Shinji Hosokawa
Ultraleichtgewicht: Bronze

- Toshihiko Koga
Leichtgewicht: 13. Platz

- Hirotaka Okada
Halbmittelgewicht: 14. Platz

- Akinobu Ōsako
Mittelgewicht: Bronze

- Hitoshi Saito
Schwergewicht: Gold

- Hitoshi Sugai
Halbschwergewicht: 13. Platz

- Yōsuke Yamamoto
Halbleichtgewicht: Bronze

### Kanu
| Männer - Yasunobu Kanada Canadier-Einer, 500 Meter: Hoffnungslauf - Hiroyuki Izumi Canadier-Einer, 1000 Meter: Hoffnungslauf - Kiyoto Inoue & Tsunehisa Uchino Canadier-Zweier, 500 Meter: Halbfinale - Toshisuke Sakamoto & Katsuya Toyama Canadier-Zweier, 1000 Meter: Halbfinale | Frauen - Miyuki Kobayashi & Harumi Nakazato Kajak-Zweier, 500 Meter: Hoffnungslauf |

### Leichtathletik
| Männer - Kozu Akutsu 10.000 Meter: 14. Platz - Shinji Aoto 4 × 100 Meter: Halbfinale - Tsukasa Endō 10.000 Meter: DNF (Vorläufe) - Takahiko Kasahara 100 Meter: Vorläufe 4 × 100 Meter: Halbfinale - Hiromi Kawasumi 4 × 400 Meter: Halbfinale - Hirofumi Koike 4 × 400 Meter: Halbfinale - Tadahiro Kosaka 20 Kilometer Gehen: 47. Platz 50 Kilometer Gehen: 31. Platz - Koji Kurihara 100 Meter: Viertelfinale 4 × 100 Meter: Halbfinale - Kaoru Matsubara 4 × 100 Meter: Halbfinale - Kazuhiro Mizoguchi Speerwurf: 19. Platz in der Qualifikation - Takeyuki Nakayama Marathon: 4. Platz - Tomohiro Ōsawa 100 Meter: Vorläufe - Hirofumi Sakai 20 Kilometer Gehen: 26. Platz - Toshihiko Seko Marathon: 9. Platz - Hiroyuki Shibata Weitsprung: 26. Platz in der Qualifikation - Hisatoshi Shintaku Marathon: 17. Platz - Susumu Takano 400 Meter: Halbfinale 4 × 100 Meter: Halbfinale 4 × 400 Meter: Halbfinale - Junichi Usui Weitsprung: kein gültiger Versuch in der Qualifikation - Norifumi Yamashita Dreisprung: 12. Platz - Kenji Yamauchi 200 Meter: Viertelfinale 4 × 100 Meter: Halbfinale 4 × 400 Meter: Halbfinale - Shuichi Yoneshige 5000 Meter: Vorläufe 10.000 Meter: 17. Platz - Masami Yoshida Speerwurf: 21. Platz in der Qualifikation - Ryoichi Yoshida 400 Meter Hürden: Vorläufe | Frauen - Kumi Araki Marathon: 28. Platz - Eriko Asai Marathon: 25. Platz - Emi Matsui Speerwurf: 23. Platz in der Qualifikation - Akemi Matsuno 10.000 Meter: Vorläufe - Misako Miyahara Marathon: 29. Platz - Megumi Sato Hochsprung: 11. Platz |

### Moderner Fünfkampf
Männer
- Hiroaki Izumikawa
Einzel: 63. Platz
Mannschaft: 17. Platz

- Tadafumi Miwa
Einzel: 50. Platz
Mannschaft: 17. Platz

- Hiroshi Saitō
Einzel: 30. Platz
Mannschaft: 17. Platz

### Radsport
| Männer - Kyoshi Miura Straßenrennen: 72. Platz - Hideki Miwa Sprint: 4. Runde - Mitsuhiro Suzuki Straßenrennen: 25. Platz - Hiroshi Toyooka 1000 Meter Zeitfahren: 16. Platz - Yoshihiro Tsumuraya Straßenrennen: 95. Platz Punktefahren: Vorrunde - Koichi Azuma, Fumiharu Miyamoto, Kazuaki Sasaki & Kazuo Takikawa 4000 Meter Mannschaftsverfolgung: 15. Platz in der Qualifikation | Frauen - Seiko Hashimoto Sprint: 2. Runde - Terumi Ogura Straßenrennen: 30. Platz - Natsue Seki Straßenrennen: 50. Platz |

### Reiten
- Kikuko Inoue
Dressur, Einzel: 46. Platz

- Kazuhiro Iwatani
Vielseitigkeitsreiten, Einzel: 36. Platz
Vielseitigkeitsreiten, Mannschaft: DNF

- Eiki Miyazaki
Vielseitigkeitsreiten, Einzel: 26. Platz
Vielseitigkeitsreiten, Mannschaft: DNF

- Yoshihiro Nakano
Springen, Einzel: 42. Platz in der Qualifikation
Springen, Mannschaft: DNF

- Ryuzo Okuno
Springen, Einzel: 52. Platz in der Qualifikation
Springen, Mannschaft: DNF

- Naoko Sakurai
Dressur, Einzel: 52. Platz

- Takao Sawai
Springen, Einzel: 60. Platz in der Qualifikation
Springen, Mannschaft: DNF

- Shuichi Toki
Springen, Einzel: 51. Platz in der Qualifikation
Springen, Mannschaft: DNF

- Hisashi Wakahara
Vielseitigkeitsreiten, Einzel: DNF
Vielseitigkeitsreiten, Mannschaft: DNF

- Hiroshi Watanabe
Vielseitigkeitsreiten, Einzel: DNF
Vielseitigkeitsreiten, Mannschaft: DNF

### Rhythmische Sportgymnastik
Frauen
- Erika Akiyama
Einzel: 15. Platz

- Hiroko Otsuka
Einzel: 27. Platz in der Qualifikation

### Ringen
Männer
- Kōsei Akaishi
Leichtgewicht, Freistil: 4. Platz

- Kazuya Deguchi
Superschwergewicht, griechisch-römisch: 6. Platz

- Masahiko Fukube
Schwergewicht, griechisch-römisch: 2. Runde

- Yoshihiko Hara
Weltergewicht, Freistil: 5. Runde

- Tamon Honda
Schwergewicht, Freistil: 2. Runde

- Atsushi Ito
Mittelgewicht, Freistil: 7. Platz

- Hiromichi Ito
Weltergewicht, griechisch-römisch: 8. Platz

- Ryo Kanehama
Bantamgewicht, Freistil: 8. Platz

- Takashi Kobayashi
Halbfliegengewicht, Freistil: Gold

- Atsuji Miyahara
Fliegengewicht, griechisch-römisch: Silber

- Yasutoshi Moriyama
Halbschwergewicht, griechisch-römisch: 2. Runde

- Takahiro Mukai
Mittelgewicht, griechisch-römisch: 3. Runde

- Shunji Nakadome
Bantamgewicht, griechisch-römisch: 3. Runde

- Shigeki Nishiguchi
Federgewicht, griechisch-römisch: 3. Runde

- Hiroyuki Obata
Superschwergewicht, Freistil: 3. Runde

- Yasuhiro Okubo
Leichtgewicht, griechisch-römisch: 6. Platz

- Akira Ota
Halbschwergewicht, Freistil: Silber

- Ikuzo Saito
Halbfliegengewicht, griechisch-römisch: 2. Runde

- Kazuhito Sakae
Federgewicht, Freistil: 4. Runde

- Mitsuru Satō
Fliegengewicht, Freistil: Gold

### Rudern
Männer
- Masahiro Sakata
Einer: Hoffnungslauf

- Maki Kobayashi & Satoru Miyoshi
Zweier ohne Steuermann: Hoffnungslauf

- Tadashi Abe, Seiji Chihara, Akihisa Hirata, Yukiyasu Ishikawa, Shunsuke Kawamoto, Hideaki Maeguchi, Masahiko Nomura, Tomoyuki Okano & Eiichi Tsukinoki
Achter: 9. Platz

### Schießen
| Männer - Mamoru Inagaki Luftpistole: 12. Platz - Ryōhei Koba Luftgewehr: 12. Platz Kleinkaliber, Dreistellungskampf: 28. Platz Kleinkaliber, liegend: 51. Platz - Kaoru Matsuo Kleinkaliber, Dreistellungskampf: 44. Platz Kleinkaliber, liegend: 15. Platz - Akihiro Mera Luftgewehr: 34. Platz - Hideo Nonaka Schnellfeuerpistole: 21. Platz - Fumihisa Semizuki Lustpistole: 23. Platz Freie Pistole: 23. Platz | Offene Klasse - Yasumasa Furo Skeet: 38. Platz - Kazumi Watanabe Trap: 6. Platz - Tomoya Yamashita Skeet: 33. Platz | Frauen - Hisayo Chikusa Luftpistole: 22. Platz - Michiko Hasegawa Luftpistole: 11. Platz Sportpistole: Silber - Yoshiko Ito Sportpistole: 12. Platz - Kyoko Kinoshita Luftgewehr: 38. Platz Kleinkaliber, Dreistellungskampf: 32. Platz - Yoko Minamoto Luftgewehr: 17. Platz |

### Schwimmen
| Männer - Takahiro Fujimoto 200 Meter Lagen: 19. Platz 400 Meter Lagen: 25. Platz - Masashi Kato 1500 Meter Freistil: 25. Platz - Shigemori Maruyama 100 Meter Rücken: 12. Platz 200 Meter Rücken: 32. Platz - Hiroshi Miura 100 Meter Schmetterling: 14. Platz 200 Meter Schmetterling: 19. Platz 4 × 100 Meter Lagen: 5. Platz - Yoshiyuki Mizumoto 400 Meter Freistil: 32. Platz 1500 Meter Freistil: 27. Platz 400 Meter Lagen: 17. Platz - Hironobu Nagahata 100 Meter Brust: 13. Platz 200 Meter Brust: 30. Platz 4 × 100 Meter Lagen: 5. Platz - Shigeo Ogata 100 Meter Freistil: 32. Platz 200 Meter Freistil: 15. Platz 400 Meter Freistil: 38. Platz 4 × 100 Meter Lagen: 5. Platz - Daichi Suzuki 100 Meter Rücken: Gold 200 Meter Rücken: 15. Platz 4 × 100 Meter Lagen: 5. Platz - Shigehiro Takahashi 200 Meter Brust: 10. Platz - Satoshi Takeda 200 Meter Schmetterling: 15. Platz 200 Meter Lagen: 22. Platz - Yukinori Tanaka 100 Meter Schmetterling: 24. Platz - Kenji Watanabe 100 Meter Brust: 18. Platz | Frauen - Hiroyo Harada 200 Meter Lagen: 22. Platz 400 Meter Lagen: 23. Platz - Tomomi Hosoda 400 Meter Freistil: 19. Platz 800 Meter Freistil: 11. Platz - Takayo Kitano 100 Meter Schmetterling: 14. Platz 200 Meter Schmetterling: 14. Platz - Satoko Morishita 100 Meter Rücken: 24. Platz 200 Meter Rücken: 14. Platz 4 × 100 Meter Lagen: 12. Platz - Hiroko Nagasaki 100 Meter Brust: 34. Platz 200 Meter Brust: 23. Platz - Chikako Nakamori 200 Meter Freistil: 14. Platz 400 Meter Freistil: 15. Platz - Ayako Nakano 50 Meter Freistil: 12. Platz 100 Meter Freistil: 10. Platz 4 × 100 Meter Lagen: 12. Platz - Yoshie Nishioka 100 Meter Brust: 25. Platz 200 Meter Brust: 19. Platz 200 Meter Lagen: 16. Platz 400 Meter Lagen: 19. Platz 4 × 100 Meter Lagen: 12. Platz - Tomoko Onogi 100 Meter Rücken: 26. Platz 200 Meter Rücken: 20. Platz - Kaori Sasaki 50 Meter Freistil: 20. Platz 100 Meter Freistil: 32. Platz 200 Meter Freistil: 29. Platz - Kiyomi Takahashi 100 Meter Schmetterling: 10. Platz 200 Meter Schmetterling: 6. Platz 4 × 100 Meter Lagen: 12. Platz |

### Segeln
| Männer - Takayoshi Takasawa Finn-Dinghy: 26. Platz - Ryo Asano Windsurfen: 18. Platz - Kenji Nakamura & Masayuki Takahashi 470er: 12. Platz | Offene Klasse - Naoyuki Ogawa & Takashi Tamura Tornado: 21. Platz - Saburo Sato & Tatsuya Wakinaga Flying Dutchman: 20. Platz - Kazuo Hanaoka, Tadashi Ikeda & Kazunori Komatsu Soling: 11. Platz | Frauen - Keiko Nogami & Aiko Saito 470er: 17. Platz |

### Synchronschwimmen
Frauen
- Megumi Ito
Einzel: Vorrunde

- Mikako Kotani
Einzel: Bronze 
Duett: Bronze

- Miyako Tanaka
Einzel: Vorrunde
Duett: Bronze

### Tennis
| Männer - Shūzō Matsuoka Einzel: 1. Runde Doppel: 1. Runde - Toshihisa Tsuchihashi Einzel: 1. Runde Doppel: 1. Runde | Frauen - Etsuko Inoue Einzel: 1. Runde Doppel: Viertelfinale - Kumiko Okamoto Einzel: 1. Runde Doppel: Viertelfinale |

### Tischtennis
| Männer - Yoshihito Miyazaki Einzel: Gruppenphase Doppel: Gruppenphase - Seiji Ono Einzel: Achtelfinale Doppel: Gruppenphase - Kiyoshi Saitō Einzel: Gruppenphase Doppel: Gruppenphase - Takehiro Watanabe Doppel: Gruppenphase | Frauen - Mika Hoshino Einzel: Achtelfinale Doppel: 4. Platz - Kiyomi Ishida Einzel: Gruppenphase Doppel: 4. Platz - Kyōko Uchiyama Einzel: Gruppenphase |

### Turnen
| Männer - Yukio Iketani Einzelmehrkampf: 8. Platz Mannschaftsmehrkampf: Bronze Boden: Bronze Pferd: 7. Platz Barren: 29. Platz in der Qualifikation Reck: 9. Platz in der Qualifikation Ringe: 21. Platz in der Qualifikation Seitpferd: 22. Platz in der Qualifikation - Hiroyuki Konishi Einzelmehrkampf: 37. Platz in der Qualifikation Mannschaftsmehrkampf: Bronze Boden: 51. Platz in der Qualifikation Pferd: 46. Platz in der Qualifikation Barren: 50. Platz in der Qualifikation Reck: 35. Platz in der Qualifikation Ringe: 46. Platz in der Qualifikation Seitpferd: 19. Platz in der Qualifikation - Koichi Mizushima Einzelmehrkampf: 10. Platz Mannschaftsmehrkampf: Bronze Boden: 19. Platz in der Qualifikation Pferd: 26. Platz in der Qualifikation Barren: 18. Platz in der Qualifikation Reck: 12. Platz in der Qualifikation Ringe: 29. Platz in der Qualifikation Seitpferd: 4. Platz - Daisuke Nishikawa Einzelmehrkampf: 13. Platz Mannschaftsmehrkampf: Bronze Boden: 30. Platz in der Qualifikation Pferd: 22. Platz in der Qualifikation Barren: 29. Platz in der Qualifikation Reck: 9. Platz in der Qualifikation Ringe: 29. Platz in der Qualifikation Seitpferd: 6. Platz - Toshiharu Sato Einzelmehrkampf: 26. Platz in der Qualifikation Mannschaftsmehrkampf: Bronze Boden: 30. Platz in der Qualifikation Pferd: 26. Platz in der Qualifikation Barren: 18. Platz in der Qualifikation Reck: 56. Platz in der Qualifikation Ringe: 21. Platz in der Qualifikation Seitpferd: 12. Platz in der Qualifikation - Takahiro Yamada Einzelmehrkampf: 43. Platz in der Qualifikation Mannschaftsmehrkampf: Bronze Boden: 68. Platz in der Qualifikation Pferd: 60. Platz in der Qualifikation Barren: 29. Platz in der Qualifikation Reck: 38. Platz in der Qualifikation Ringe: 39. Platz in der Qualifikation Seitpferd: 36. Platz in der Qualifikation | Frauen - Mieko Mori Einzelmehrkampf: 63. Platz in der Qualifikation Mannschaftsmehrkampf: 12. Platz Boden: 57. Platz in der Qualifikation Pferd: 78. Platz in der Qualifikation Stufenbarren: 55. Platz in der Qualifikation Schwebebalken: 55. Platz in der Qualifikation - Sachiko Morimura Einzelmehrkampf: 72. Platz in der Qualifikation Mannschaftsmehrkampf: 12. Platz Boden: 75. Platz in der Qualifikation Pferd: 73. Platz in der Qualifikation Stufenbarren: 65. Platz in der Qualifikation Schwebebalken: 60. Platz in der Qualifikation - Maiko Morio Einzelmehrkampf: 66. Platz in der Qualifikation Mannschaftsmehrkampf: 12. Platz Boden: 63. Platz in der Qualifikation Pferd: 81. Platz in der Qualifikation Stufenbarren: 54. Platz in der Qualifikation Schwebebalken: 49. Platz in der Qualifikation - Yuriko Nanahara Einzelmehrkampf: 71. Platz in der Qualifikation Mannschaftsmehrkampf: 12. Platz Boden: 57. Platz in der Qualifikation Pferd: 76. Platz in der Qualifikation Stufenbarren: 63. Platz in der Qualifikation Schwebebalken: 71. Platz in der Qualifikation - Makiko Sanada Einzelmehrkampf: 79. Platz in der Qualifikation Mannschaftsmehrkampf: 12. Platz Boden: 78. Platz in der Qualifikation Pferd: 68. Platz in der Qualifikation Stufenbarren: 65. Platz in der Qualifikation Schwebebalken: 81. Platz in der Qualifikation - Miho Shinoda Einzelmehrkampf: 34. Platz Mannschaftsmehrkampf: 12. Platz Boden: 70. Platz in der Qualifikation Pferd: 63. Platz in der Qualifikation Stufenbarren: 47. Platz in der Qualifikation Schwebebalken: 30. Platz in der Qualifikation |

### Volleyball
| Männer - 10. Platz - Kader Hideharu Hara Yuzuru Inoue Akihiro Iwashima Hiromichi Kageyama Masaki Kaito Yuji Kasama Shunichi Kawai Yasunori Kumada Masayoshi Manabe Eizaburo Mitsuhashi Kimio Sugimoto Kazutomo Yoneyama | Frauen - 4. Platz - Kader Yumi Egami-Maruyama Sachiko Fujita Norie Hiro Yukari Kawase Kumi Nakada Motoko Obayashi Ichiko Sato Akemi Sugiyama Kayoko Sugiyama Yukiko Takahashi Reiko Takizawa Miyako Yamashita |

### Wasserspringen
| Männer - Keita Kaneto Kunstspringen: 11. Platz Turmspringen: 14. Platz in der Qualifikation - Isao Yamagishi Kunstspringen: 18. Platz in der Qualifikation Turmspringen: 10. Platz | Frauen - Masako Asada Kunstspringen: 21. Platz in der Qualifikation Turmspringen: 17. Platz in der Qualifikation - Yuki Motobuchi Kunstspringen: 15. Platz in der Qualifikation Turmspringen: 16. Platz in der Qualifikation |